# Bellevuepark (Berlin)
Der Bellevuepark liegt im Berliner Ortsteil Köpenick im Bezirk Treptow-Köpenick.

## Geschichte und Gestaltung
Auf dem Gelände des späteren Parks befindet sich seit 1715 ein Gärtnerhaus. Daneben errichtete im Jahr 1766 die Hofgeistlichkeit St. Aubin ein Gutshaus, das Schlösschen Bellevue, nach dem der Park seinen Namen erhielt.

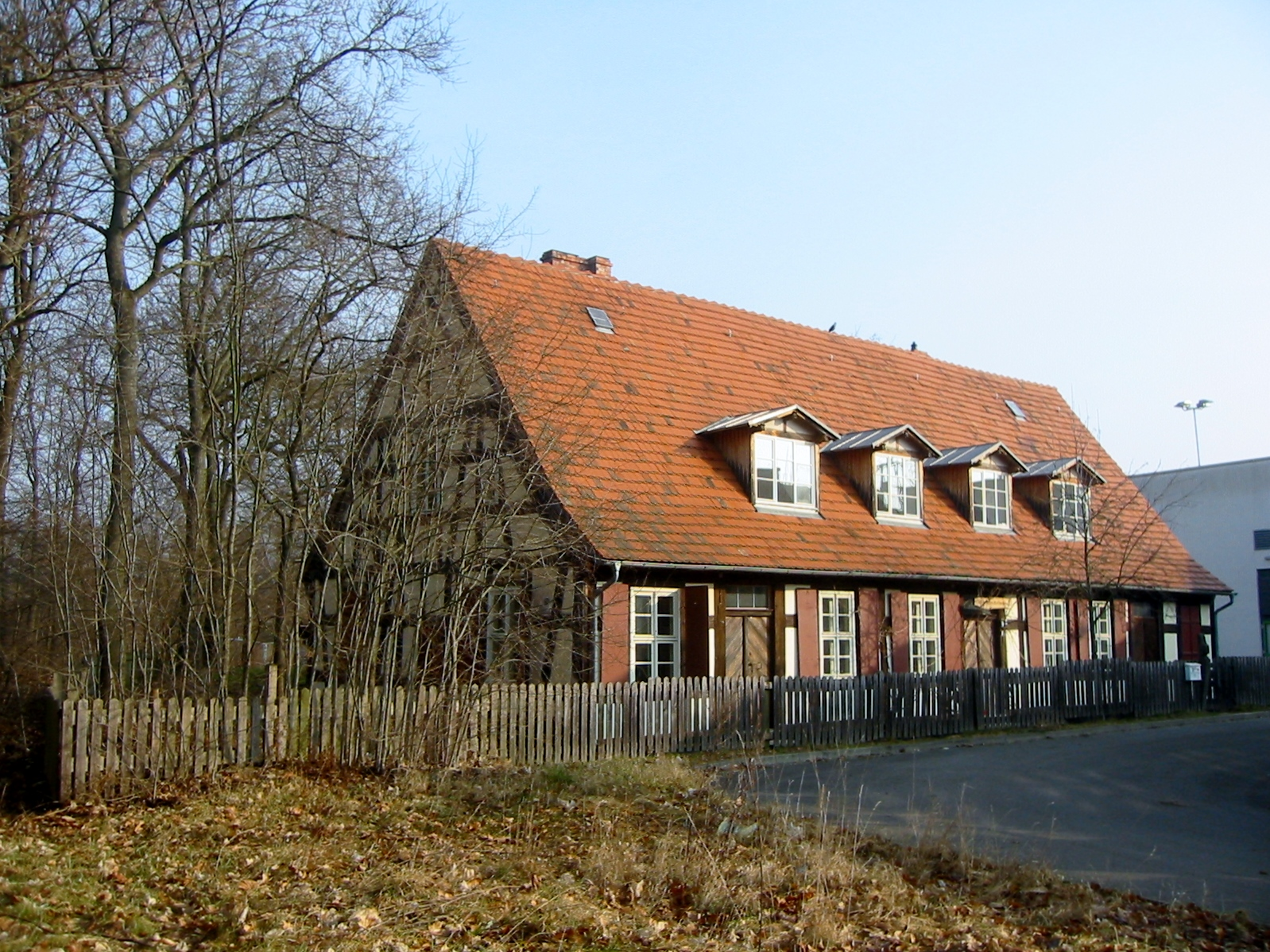
Gärtnerhaus

Das Schlösschen war ein Geschenk von Henriette Marie von Brandenburg-Schwedt für die Dienste ihres Hofgärtners. Es wurde im Zweiten Weltkrieg zerstört und nicht wieder aufgebaut. Das Gärtnerhaus, ein Fachwerkhaus, blieb unbeschädigt, so dass die Berliner Verwaltung von 1945 bis 1957 Kriegsflüchtlinge darin unterbrachte. Anschließend übernahm der Bezirk Köpenick das Gebäude und nutzte es bis 1990 als Lagerraum. Nach der Wende stand das Haus zunächst leer und verfiel. Im Jahr 1999 erfolgte eine Sanierung.

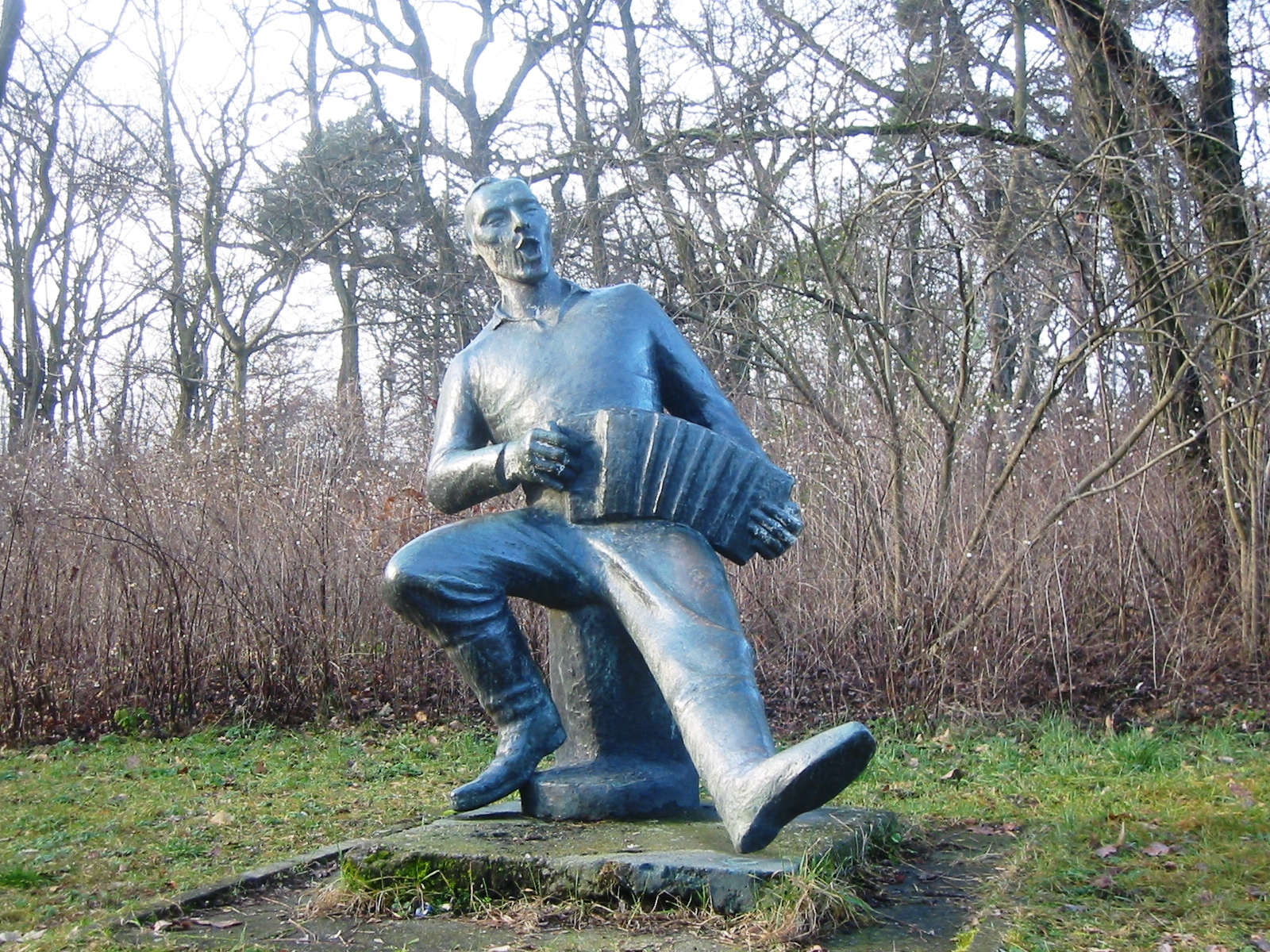
Harmonikaspieler von Hans-Detlev Hennig

Im südlichen sowie im südwestlichen Bereich der die Gebäude umgebenden Parkanlage befinden sich je eine Stieleiche (darunter die sogenannte Bellevue-Eiche), die als Schönheiten in der Naturdenkmalliste eingetragen sind. Östlich davon steht ein Lederhülsenbaum, der ebenfalls als Schönheit sowie darüber hinaus als Seltenheit und Eigenart verzeichnet ist. Im Jahr 1966 weihte die Verwaltung im südöstlichen Teil die bronzene Statue von Hans-Detlev Hennig mit dem Titel Harmonikaspieler ein.

## Lage und Fläche
Der Park wird von den in der Infobox genannten Straßen umgeben. Außerdem begrenzt die Alte Erpe ihn im Norden. Der Bellevuepark in Cöpenick ist in Berliner Adressbüchern ausgewiesen und seine Fläche wird mit 611 a angegeben.